# Richie Campbell
Ricardo Dias de Lima Ventura da Costa, mais conhecido como Richie Campbell (Caxias, 25 de novembro de 1986), é um cantor português de reggae, dancehall e R&B. É um dos artistas portugueses mais bem-sucedidos da década de 2010 e o  seu repertório consiste de canções em inglês, normalmente com sotaque jamaicano, e em patoá jamaicano.
Reconhecido como o primeiro fenómeno musical da Internet em Portugal[carece de fontes?], Richie Campbell fez história quando, em 2011, se tornou o primeiro artista sem editora em Portugal a esgotar uma sala da dimensão do Campo Pequeno.
O primeiro álbum de originais do artista foi lançado em 2012 e obtém grande sucesso. Focused foi gravado na Alemanha e conta com um leque de colaborações jamaicanas de peso, como a cantora Ikaya, Anthony B ou Turbulence. É também neste álbum que figura o hit “That’s How We Roll”, nomeado para um Globo de Ouro em 2013.
Em maio de 2015, Richie Campbell foi o primeiro artista português a lançar um álbum sem aviso prévio. In The 876 foi produzido pelo jamaicano Niko Browne e gravado entre Kingston (Jamaica) e Lisboa. O álbum foi n.º 1 do top do digital em apenas duas horas. O lançamento-surpresa foi um inédito em Portugal e deu o mote para um ano imparável de Richie Campbell. A tour In The 876, feita juntamente com a 911 Band, decorreu entre 2015 e 2016 e passou por países como Alemanha, Polónia, Inglaterra, França, Suíça, Suécia, Itália, Áustria, Luxemburgo e ainda pela Jamaica e Barbados.
Paralelamente à In 876 Tour, 2016 marcou um ano de reinvenção da música de Richie Campbell, no qual se destacam: a colaboração inesperada com o cantor cabo-verdiano-neerlandês Nelson Freitas, o single “Break of Dawn”, que foi o vídeo musical mais visto do ano em Portugal e que à data de janeiro de 2023 conta com mais de 20 milhões de visualizações; a remistura do hit “Work”, de Rihanna; e o aclamado “Do You No Wrong”, produzido por Lhast, ao qual foi atribuída a distinção de single de platina.
Em 2017, Richie regressou à estrada, num ano marcado pelo lançamento de novas músicas e pelo regresso às sonoridades R&B e Dancehall que marcaram o início da carreira do artista.

## Carreira
Começou na banda Stepacide em 2010 e fez parte do projeto No Joke Sound System, tendo abandonado ambos os projetos em 2010 para se focar na sua carreira a solo. Ainda no ano de 2010, lançou o seu primeiro álbum My Path, disponível só em forma de download gratuito, e viu lançado um EP seu na série 6 da Optimus Discos, dirigida por Henrique Amaro. Ficou no top 1000 mundial, com a mesma pontuação de Alessia Cara, Anne-Marie e Ariana Grande.[carece de fontes?]
Em 2012, iniciou a Tour Focused, cujos últimos concertos da tour tiveram lugar no Porto e em Lisboa. Nesta última cidade, gravou Live at Campo Pequeno, que foi lançado em 2014 em CD e DVD.
No dia 4 de maio de 2015, lançou sem aviso prévio o disco In the 876, que em duas horas chegou ao top de vendas do ITunes. Este disco foi gravado em Kingston e Lisboa. O seu nome é uma referência ao indicativo telefónico da Jamaica.  
Em 2016, lançou o single "Do You no Wrong", que, devido ao grande sucesso, chegou a single de platina.

## The 911 Band

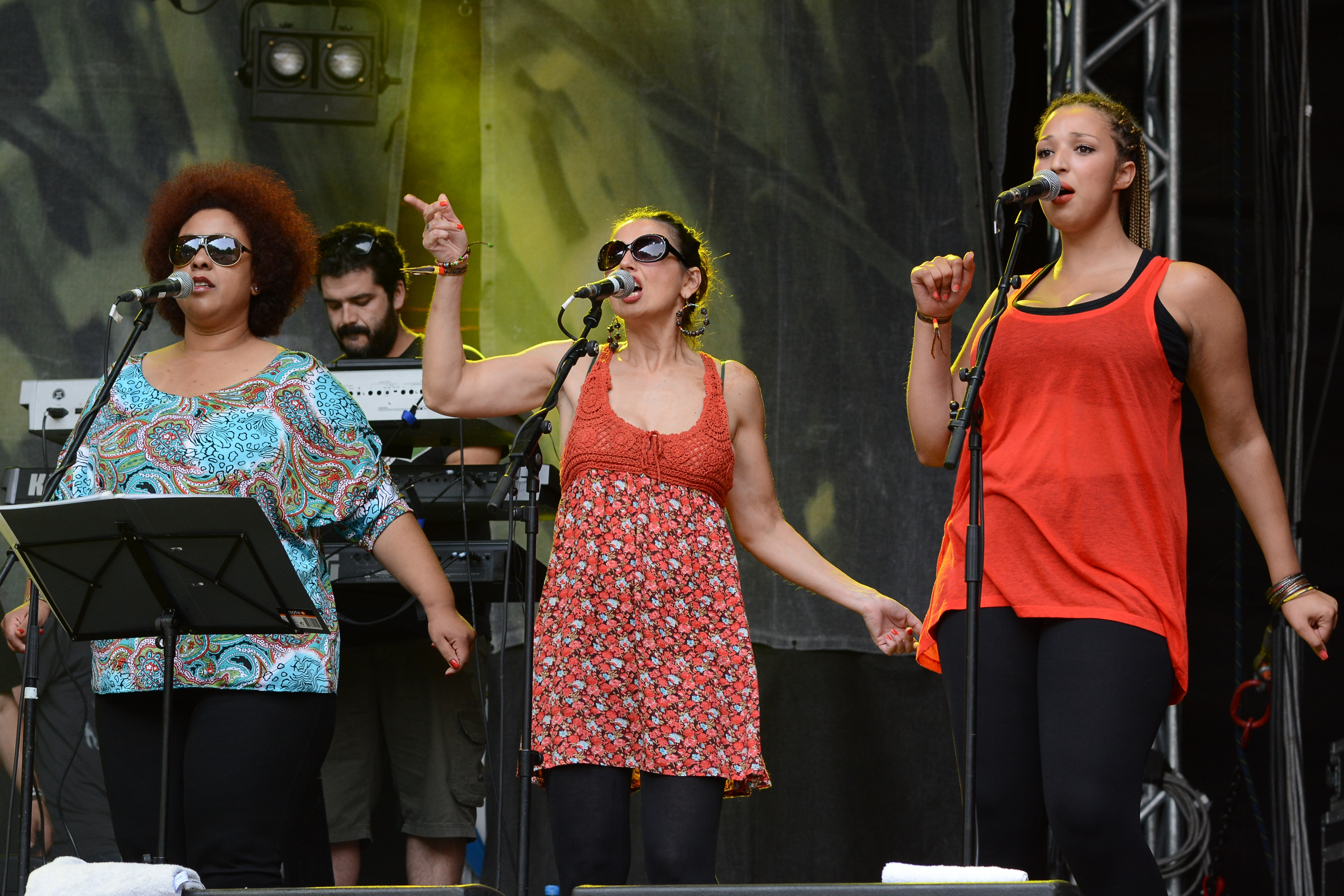
911 Band, Ruhr Reggae Summer 2014

Richie Campbell trabalha e atua ao vivo com uma banda chamada The 911 Band, que foi já destacada por várias pessoas como a melhor "backing band" de reggae de Portugal. A banda contém elementos que já passaram por projetos como One Sun Tribe, Kussondulola, One Love Family, entre outros. The 911 Band é composta por um baterista, um baixista, um guitarrista, três backvocalists, dois teclistas e um saxofonista.

## Discografia

### EP
- Richie Campbell (2010)
- Come quarantine w me (2020)
- IT WILL HURT BOTH WAYS (com Van Zee) (2024)

### Álbuns
- My Path (2010)
- Focused (2012)
- Live at Campo Pequeno (2014)
- In the 876 (2015)[2][3]
- Lisboa (2017) (PORː Platina)[4]
- Heartbreak & Other Stories  (2023) (PORː Ouro)[5]

### Singles
- "Blame It On Me" (2009)
- "Everytime I Cry" (2010)
- "From The Heart" (com Dengaz) (2011)
- "That's How We Roll" (2012)
- "Love is An Addiction" (com Ikaya) (2012)
- "Get With You" (2013)
- "True Believer In Love" (com Richie Stephens) (2013)
- ''Man Don't Cry'' (2014)
- ''420'' (2014)
- "Best Friend" (2015)
- "I Feel Amazing" (2015)
- "Better Than Today" (2015)
- "Do You No Wrong" (2016)
- "Heaven" (2017)
- "Midnight In Lisbon" (2017)
- "Water" (com Slow J e Lhast) (2017)
- "Slowly" (2018)
- "23:23" (2018)
- "Just One of Those Days Freestyle (Prod. Dj Dadda)" (2019)
- “Obeah Me” (2024)
- “Before I Lose My Voice” (2024)
- “INSOMNIA” (2025)

## Tabelas de êxitos

### Tabelas anuais
| Título            | Ano  | Melhores posições | Melhores posições | Certificações | Álbum                      |
| Título            | Ano  | Singles Portugal  | Airplay Portugal  | Certificações | Álbum                      |
| ----------------- | ---- | ----------------- | ----------------- | ------------- | -------------------------- |
| "Do You No Wrong" | 2023 | 153               | —                 |               | Lisboa                     |
| "Let You Go"      | 2023 | 137               | —                 |               | Heatrbreak & Other Stories |
| "Love Again"      | 2023 | 31                | 19                |               | Heatrbreak & Other Stories |
| "Heartless"       | 2023 | 86                | 87                |               | Heatrbreak & Other Stories |